# Krokocice (gmina)
Krokocice – dawna gmina wiejska istniejąca do 1954 roku w woj. łódzkim. Siedzibą władz gminy były Krokocice.
W okresie międzywojennym gmina Krokocice należała do powiatu sieradzkiego w woj. łódzkim. Po wojnie gmina zachowała przynależność administracyjną. Według stanu z 1 lipca 1952 roku gmina składała się z 15 gromad: Bogucice, Choszczewo, Dzierzązna Szlachecka, Feliksów, Jeżew, Kłoniszew, Krokocice, Lichawa, Łobudzice, Małyń, Ruda, Stefanów-Bąki, Wola Krokocka, Wola Łobudzka i Zygry.
Jednostka została zniesiona 29 września 1954 roku wraz z reformą wprowadzającą gromady w miejsce gmin. Po reaktywowaniu gmin z dniem 1 stycznia 1973 roku gminy Krokocice nie przywrócono, a jej dawny obszar wszedł głównie w skład gmin Szadek i Zadzim.